# Barkla (cràter)
Barkla és un cràter d'impacte lunar que es troba prop de l'extremitat oriental de la Lluna. Està situat a l'est del prominent cràter Langrenus, i va ser designat anteriorment com a Langrenus A abans de ser canviat el nom per la UAI el 1979. A l'est de Barkla apareix el cràter Kapteyn de grandària similar; i al sud-oest se situa Lamé, una formació una mica més gran.
La vora de Barkla és gairebé circular, encara que lleugerament allargat cap al nord-est i sud-oest. La paret mostra poca aparició d'erosió per impactes posteriors, i no està coberta per cap cràter secundari. En el punt mitjà del fons apareix un pic central, que s'uneix a una cresta baixa orientada des del sud cap al nord-est.

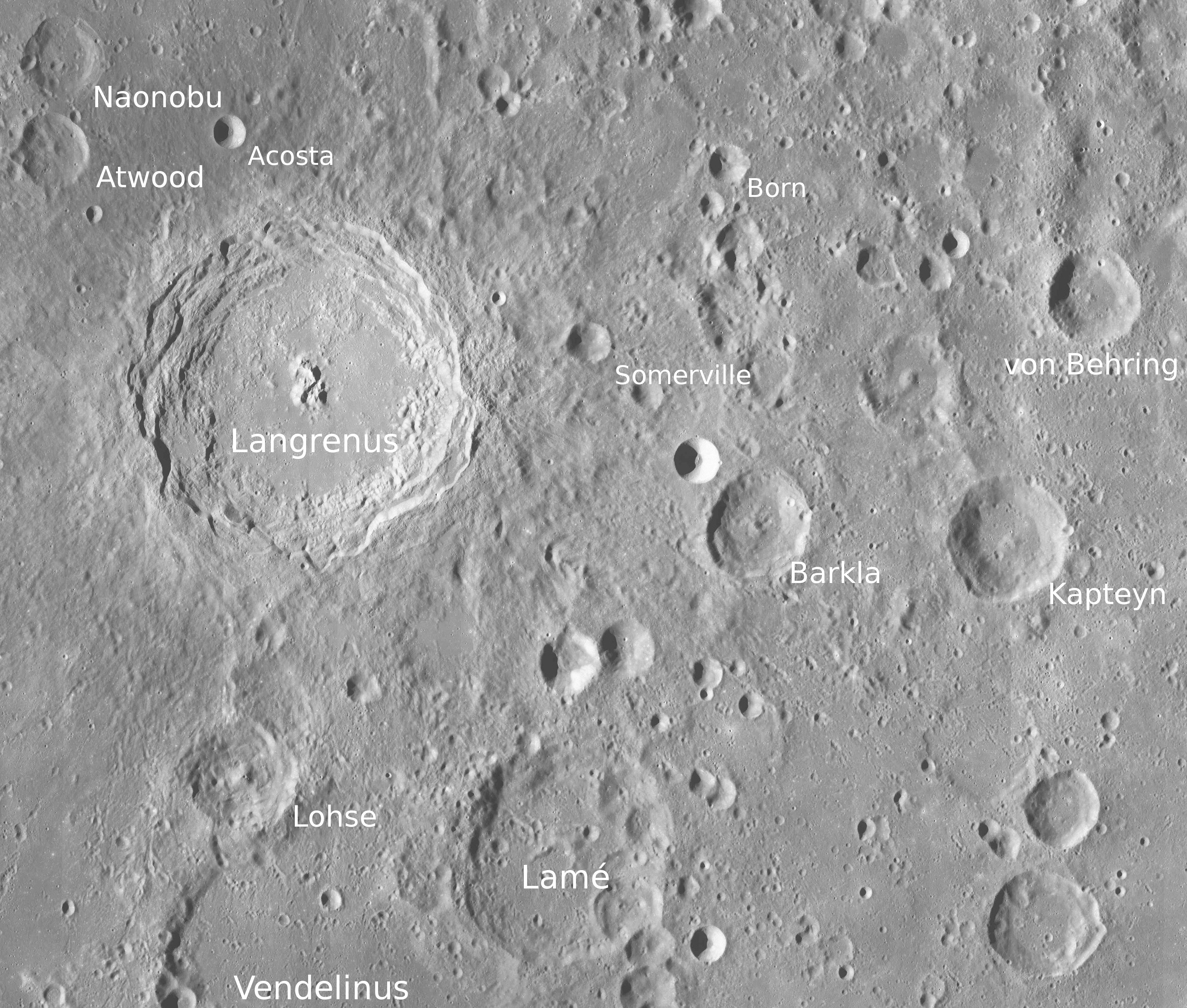
Fotografia de la missió Lunar Reconnaissance Orbiter